# Моисеевка (Красноярский край)
Моисеевка — село в Краснотуранском районе Красноярского края. Входит в состав Саянского сельсовета.
Расположено на реке Биря в 21 км к юго-востоку от Краснотуранска.

## История
Село основано в 1888 году переселенцами из украинских губерний. В период коллективизации был создан колхоз «Заветы Ильича». По переписи 1937 года в Моисеевке проживало 852 человека. В 1938 году открыта семилетняя школа. В годы Великой Отечественной войны из села на фронт ушло 142 человека, 89 погибли. В 1951 году колхоз «Заветы Ильича» объединён с колхозом «им. Сталина», с 1961 года село — отделение (ферма) совхоза «Саянский».

## Население
| 1925 | 1937 | 2010 |
| ---- | ---- | ---- |
| 1430 | ↘852 | ↘190 |

## Известные жители
- Жоров, Андрей Андреевич (1921—2004) — пулемётчик в годы Великой Отечественной войны, полный кавалер ордена Славы.
- Норка, Ефим Алексеевич (1931—2016) — первый секретарь Омского горкома КПСС (1973—1986).